# 1999 JC30
1999 JC30 är en asteroid i huvudbältet som upptäcktes den 10 maj 1999 av LINEAR i Socorro County, New Mexico.
Asteroiden har en diameter på ungefär 12 kilometer.